# Google Health
Google Health fue un servicio de información personal centralizado enfocado a la sanidad (también conocido como Historial Clínico Electrónico de Google). El servicio, lanzado en 2008, permitía a los usuarios de Google registrar voluntariamente su historial clínico, ya sea manualmente o con la cuenta de los servicios sanitarios asociados al sistema de Google Health, con lo que se permite la fusión de los historiales médicos que puedan estar dispersos en un único perfil de Google Health centralizado.
La información voluntariamente añadida podía incluir condiciones de salud, medicamentos, alergias y resultados de laboratorio. Una vez introducida, Google Health usaba la información para proporcionar al usuario un registro clínico centralizado, información sobre las condiciones y las posibles contraindicaciones entre medicamentos, condiciones y alergias. Este servicio fue discontinuado en 2012.
En 2018, Google Health es relanzado con un nuevo enfoque, centrado en objetivos como la mejora de la calidad en las búsquedas de información sanitaria en Google y Youtube, la investigación de inteligencia artificial aplicada a la salud, herramientas clínicas, y alianzas con otras herramientas y servicios del ámbito sanitario.

## Privacidad
Google Health fue un servicio opcional, sólo se podía acceder a la información médica introducida voluntariamente por los usuarios. No se incluía ninguna parte de la historia clínica de una paciente sin su consentimiento expreso y la acción. Sin embargo, favorecia a los usuarios gestionar los perfiles de otras personas.
En un artículo tras el lanzamiento de Google Health, el New York Times analizó las cuestiones de privacidad concluyendo que los pacientes, al parecer, evitan los registros de Google Health debido a reparos en que su historial clínico pueda no estar seguro en poder de una gran empresa tecnológica. Google Health defendía ser más seguro que el actual historial médico en papel gracias a la falta de interacción humana.
Las reacciones tras el lanzamiento de Google Health fueron muy variadas. Algunos muy negativos, al igual que los comentarios del bloguero ha.ckers.org Robert "RSnake" Hansen y los de Nathan McFeters en nombre de ZDNet. Otros, incluyendo al activista de  Free Open Source Software Trotter Fred, destacan la importancia de un servicio como Google Health.

## Precio y beneficios
Google Health, al igual que muchos otros productos de Google, fue de uso gratuito para los consumidores. A diferencia de otros servicios de Google, Google Health, no contenía publicidad. 

## Historia
Google Health estuvo en desarrollo desde mediados de 2006. En 2008, el servicio se sometió a una prueba piloto de dos meses de duración con 1.600 pacientes de la clínica de Cleveland.
A partir del 20 de mayo de 2008, Google Health se lanzó al público en general como un servicio en fase de prueba.
Google Health se suspendió el 1 de enero de 2012, si usted no ha recuperado sus datos antes del 1 de enero de 2012, ya no los puede recuperar, ya que se dio un año adicional desde que se suspendió el servicio, el cual llegó a su fin el 1 de enero de 2013.

## Arquitectura
La API de Google Health se basa en un subconjunto del Continuity of Care Record (CCR).
Una visión general de la arquitectura está disponible.

## Hospitales Socios
Actualmente, Google Health únicamente permite importar recetas médicas de hospitales socios, todos ellos de EE. UU.
Los usuarios cuyos registros médicos residan en otros hospitales, Google Health permite introducir manualmente los datos.
Recientemente, en respuesta a la demanda para una mayor conveniencia, Google Health comenzó a establecer relaciones con los proveedores de telesalud que permitirá a sus usuarios a sincronizar los datos compartidos en las consultas de telesalud con sus registros de salud en línea.

## Competencia
El principal servicio que compite con Google Health en los Estados Unidos es HealthVault de Microsoft, Dossia y el proyecto de código abierto Indivo. Existen muchos otros historiales clínicos electrónicos de código abierto y propietarios, incluidos los que compiten fuera de los Estados Unidos.